# Nucia rosea
Nucia rosea is een krabbensoort uit de familie van de Leucosiidae. De wetenschappelijke naam van de soort is voor het eerst geldig gepubliceerd in 1906 door Giuseppe Nobili. De soort werd ontdekt bij Mangareva in de Gambiereilanden in Frans-Polynesië.